# 宁波公共自行车
宁波公共自行车是中国浙江省宁波市于2013年推出的公共自行车服务，用于解决公共交通中的“最后一公里”问题。服务于2013年9月22日开通。

## 历史
宁波建立公共自行车系统的历史始于2009年。当时，宁波部分政协委员曾提出建立城市公共自行车系统。2010年，一部分宁波企业在宁波日报报业集团大楼等地建立自行车公益租赁站，提供自行车供办公楼员工或社区居民免费使用。但由于车辆缺乏维护，损坏严重，未能达到预期效果。2012年3月，在宁波市规划局公布的《宁波城市近期建设规划（2011至2015年）》中，提出宁波中心城区建设公共自行车租赁点。首批租赁点于2013年8月开始建设，并于9月22日投用。

## 服务
宁波公共自行车由宁波公交总公司旗下的宁波公共自行车服务发展有限公司运营，可使用甬城通卡在注册并缴纳押金后进行租赁。承租人年龄范围要求为12至70岁。租赁价格为1小时内免费，此后按阶梯收费。租车网络为中国移动浙江公司宁波分公司提供，车辆为上海凤凰自行车有限公司制造，平均中标价格约为每辆548元。至2015年年底，宁波已建成公共自行车网点1240个，投放自行车30000辆。